# 高木博志
高木 博志（たかぎ ひろし、1959年6月 - ）は、日本の歴史学者。京都大学名誉教授。専門は日本近代史（天皇制度・文化史）。博士（文学）（北海道大学、1997年）。大阪府出身。
近代天皇制にまつわる文化的要素（即位・大嘗祭などの皇室儀礼、文化財や博物館、古都としての京都や奈良のイメージ）が如何に近代以降に国民国家を支えるために意識的に再構築され創られたかを検証している。

## 略歴
- 立命館大学文学部日本史学専攻卒業
- 立命館大学大学院文学研究科博士課程後期単位取得退学
- 北海道大学文学部助教授
- 1998年 - 京都大学人文科学研究所助教授
- 2007年 - 京都大学人文科学研究所准教授
- 2012年 - 京都大学人文科学研究所教授
- 2017年 - 京都大学人文科学研究所所長（ - 2019年3月31日）
- 2025年 - 同定年退職[1]

## 著書

### 単著
- 『近代天皇制の文化史的研究　天皇就任儀礼・年中行事・文化財』校倉書房〈歴史科学叢書〉、1997年2月。
- 『近代天皇制と古都』岩波書店、2006年7月。
- 『陵墓と文化財の近代』山川出版社〈日本史リブレット 97〉、2010年1月。
- 『近代天皇制と伝統文化：その再構築と創造』岩波書店、2024年3月。

### 共著
- 『京都の歴史を歩く』岩波書店、2016年1月。

### 編著
- 『近代日本の歴史都市：古都と城下町』思文閣出版、2016年1月。
- 『近代天皇制と社会』思文閣出版、2018年10月。
- 『近代京都と文化：「伝統」の再構築』、2023年8月。

### 共編著
- 『文化財と近代日本』山川出版社、2002年12月。
- 『みやこの近代』思文閣出版、2008年3月。
- 『近代京都研究』思文閣出版、2008年8月。
- 『文人世界の光芒と古都奈良　大和の生き字引・水木要太郎』思文閣出版、2009年10月。
- 『歴史のなかの天皇陵』思文閣出版、2010年10月。
- 『世界遺産と天皇陵古墳を問う』思文閣出版、2017年1月。
- 『博物館と文化財の危機』人文書院、2020年2月。
- Kyoto's Renaissance: Ancient Capital for Modern Japan　 Renaissance Book、2020年。
- 『国家神道の現代史：天皇・神社・日本人』東京大学出版会、2025年8月。